# غلين سولتترز
غلين سولتترز (بالإنجليزية: Glynn Saulters)‏ (و. 1945  م) هو لاعب كرة سلة أمريكي، ولد في مندن، شارك في الألعاب الأولمبية الصيفية 1968، مركز لعبه هو هجوم خلفي.

## روابط خارجية
- غلين سولتترز على موقع الاتحاد الدولي لكرة السلة (الإنجليزية)
- غلين سولتترز على موقع سبورتس رفرنس (الإنجليزية)
- غلين سولتترز على موقع ريلجم (الإنجليزية)
- غلين سولتترز على موقع بروبوليرز (الإنجليزية)
- غلين سولتترز على موقع سبورتس رفرنس (الإنجليزية)
- غلين سولتترز على موقع أوليمبيديا (الإنجليزية)